# Chiesa di San Sebastiano (Campiglia Marittima)
La chiesa di San Sebastiano è un edificio sacro che si trova in viale della Libertà a Campiglia Marittima.

## Storia e descrizione
La chiesa è menzionata per la prima volta in un documento del 1483. Munita di un campaniletto a vela, ha nell'interno un semplice altare in muratura addossato ad una bassa parete con due aperture che immettono nel coro.
Durante la peste del 1631 la chiesa fu ridotta a lazzaretto e fu costruita in adiacenza al fianco destro una cappellina intitolata a san Rocco, tradizionalmente ritenuto protettore dalla peste; di questa struttura, demolita nel 1843, ne rimane  traccia in un arco ancora visibile all'interno della chiesa.